# Férfi 200 méteres hátúszás a 2013. évi nyári európai ifjúsági olimpiai fesztiválon
A 2013. évi nyári európai ifjúsági olimpiai fesztiválon az úszó versenyszámok közül a férfi 200 méteres hátúszás versenyeit július 17.-én rendezték Utrechtben.

## Rekordok
A versenyt megelőzően a következő rekordok voltak érvényben:
| EYOF rekord | Nathan Theodoris (Nagy-Britannia) | 2:02.54 | Trabzon, Törökország | 2011 |

## Előfutamok
| H   | Név                    | Nemzet             | E       | Mj |
| --- | ---------------------- | ------------------ | ------- | -- |
| 1.  | Ziv Kalontarov         | Izrael             | 2:05.45 | Q  |
| 2.  | Petter Fredriksson     | Svédország         | 2:05.63 | Q  |
| 3.  | Igor Balyberdin        | Oroszország        | 2:06.36 | Q  |
| 4.  | Martyn Walton          | Egyesült Királyság | 2:06.38 | Q  |
| 5.  | Varga Dominik          | Magyarország       | 2:06.50 | Q  |
| 6.  | Glinta Róbert          | Románia            | 2:06.55 | Q  |
| 7.  | Joao Alexandre Vital   | Portugália         | 2:06.98 | Q  |
| 8.  | Gianluca Gazzola       | Olaszország        | 2:07.65 | Q  |
| 9.  | Franz Mueller          | Németország        | 2:07.72 | T1 |
| 10. | Tomas Franta           | Csehország         | 2:08.03 | T2 |
| 11. | Mikita Tsmyh           | Fehéroroszország   | 2:08.10 |    |
| 12. | Geoffroy Mathieu       | Franciaország      | 2:09.25 |    |
| 13. | Tuur Lemmens           | Belgium            | 2:09.63 |    |
| 14. | Javier Romero Barrios  | Spanyolország      | 2:09.65 |    |
| 15. | Christoffer Fredrikson | Finnország         | 2:10.28 |    |
| 16. | Alexander Svetlik      | Szlovákia          | 2:10.50 |    |
| 17. | Benjamin Doyle         | Írország           | 2:10.88 |    |
| 18. | Max Mannes             | Luxemburg          | 2:10.94 |    |
| 19. | Chad Andoljsek         | Szlovénia          | 2:11.02 |    |
| 20. | Dawid Murzyn           | Lengyelország      | 2:11.14 |    |
| 21. | Ege Baser              | Törökország        | 2:11.21 |    |
| 22. | Emils Pone             | Lettország         | 2:12.19 |    |
| 23. | Stefan Kuenzli         | Svájc              | 2:14.56 |    |
| 24. | Juozas Mackonis        | Litvánia           | 2:15.03 |    |
| -   | Andrei Gussev          | Észtország         | -       | DQ |

## Döntő
| H     | Név                  | Nemzet             | E       | Mj |
| ----- | -------------------- | ------------------ | ------- | -- |
| Arany | Petter Fredriksson   | Svédország         | 2:04.49 |    |
| Ezüst | Varga Dominik        | Magyarország       | 2:05.01 |    |
| Bronz | Ziv Kalontarov       | Izrael             | 2:05.78 |    |
| 4.    | Martyn Walton        | Egyesült Királyság | 2:05.96 |    |
| 5.    | Glinta Róbert        | Románia            | 2:06.37 |    |
| 6.    | Joao Alexandre Vital | Portugália         | 2:06.44 |    |
| 7.    | Igor Balyberdin      | Oroszország        | 2:06.89 |    |
| 8.    | Gianluca Gazzola     | Olaszország        | 2:07.19 |    |